# Martin nad Žitavou
Martin nad Žitavou je obec na Slovensku ležící v okrese Zlaté Moravce v Nitranském kraji.

## Poloha a přírodní podmínky
Obec leží v severní části Žitavské pahorkatiny v dolině potoka Pelúsok. Vlastní obec se rozkládá v nadmořské výšce kolem 200 metrů. Katastr má charakter mírně zvlněné pahorkatiny. Podklad je tvořen písky, štěrky a třetihorními jíly, z půd převažují hnědozemě. Velká většina katastru je odlesněna a zemědělsky využívaná, lesy jsou zastoupeny menšími akátovými háji.

## Historie
První písemná zmínka pochází z let 1272 až 1290 jako Zenthmarthon, později uváděn pod názvy Sanctus Martinus (1332 – 37), Svaty Martin (1773), Svätý Martin (1920), Martin nad Žitavou (1964), maďarsky Szentmárton. Obec patřila panství Jelenec, od 17. století panství Zlaté Moravce. Obyvatelé se živili tradičně především zemědělstvím.

## Pamětihodnosti
- římskokatolický kostel svatého Martina – pozdněbarokní z konce 18. století